# Sunridge Mall
Sunridge Mall est un centre commercial canadien situé à Calgary, en Alberta. Il a une superficie de 756 932 pi2 (70 321 m2).